# Black Rain
Black Rain (en español, Lluvia negra) es una película estadounidense de acción y suspenso de 1989, dirigida por Ridley Scott y protagonizada por Michael Douglas, Andy García, Ken Takakura, Kate Capshaw y Yūsaku Matsuda. La historia está ambientada en Japón. Fue candidata, y finalista, en dos categorías de los Premios Óscar: al Mejor Sonido y a los Mejores Efectos de Sonido.

## Sinopsis
Dos policías de Nueva York, Nick Conklin y Charlie Vincent, el primero de los cuales tiene problemas económicos y es investigado por Asuntos Internos de la policía, se ven inmersos por casualidad en un ajuste de cuentas en un restaurante local entre varios miembros de la Yakuza residente en los Estados Unidos que tienen un conflicto interno entre ellos.
Uno de los asesinos psicópatas, «Sato», es detenido en un cruel enfrentamiento con los policías. Las autoridades deciden llevarlo a Japón, donde debe enfrentarse a muchos juicios por crímenes y también resuelven que el criminal sea escoltado por Nick y Charlie.
Una vez en Osaka, Sato logra escapar en el aeropuerto mediante la ayuda de otros Yakuza locales, quienes se hacen pasar por agentes de policía. Como aún son responsables de él y sospechan que algo malo está pasando con la mafia japonesa, los dos policías intentan capturarle nuevamente antes de regresar a Nueva York, tratando de buscar información junto a la policía de Osaka, participando como observadores, lo que les obliga a introducirse más y más en los círculos de la mafia local, en donde la policía local parece que les oculta información sobre lo que realmente está pasando en la ciudad y el país con la mafia japonesa.
En el momento y lugar más inesperado, Charlie muere asesinado a manos de Sato y su banda de motoristas. Al salir de un bar de música karaoke, es rodeado por una banda de motoristas en la estación del metro y le cortan la cabeza con una espada. 
Es entonces cuando Nick se da cuenta de que deberá usar los mismos métodos que los criminales japoneses si quiere tener éxito en su misión y descubrir lo que verdaderamente está pasando con el enfrentamiento entre bandas de Yakuza.
Con la ayuda de un policía local, Nick logra seguir a una mujer de la banda de los Yakuza que retira de una bóveda de un banco una mitad de unas placas elaboradas a mano para imprimir dólares falsos y logran seguir a otro de los matones hasta una fábrica de acero, donde se efectúa la reunión secreta de las bandas enfrentadas de los Yakuza, que quieren llegar a un acuerdo de paz para poder juntar las dos placas necesarias para imprimir las dos caras del billete falsificado y terminar con los conflictos que tienen entre ellos.
Durante la reunión se enteran de que Sato quiere ser un jefe de la mafia y tener su propia zona para trabajar y por eso robó una de las placas en Nueva York, únicas en su tipo, para que le sirvan de ventaja. Una vez que Nick y el policía local Masahiro abren fuego contra los mafiosos, Sato logra escapar en una moto y la policía local llega a la fábrica y detiene a Nick por estar armado, enviándolo de regreso a Nueva York. Nick logra escapar del avión en el aeropuerto y busca tener un encuentro con un jefe de la banda de los Yakuza, para lo cual se hace amigo de una joven inmigrante estadounidense que trabaja en el bar karaoke que frecuentan los mafiosos. Ella le entrega información sobre la ubicación de uno de los jefes de los Yakuza y Nick va a su encuentro.  
Se infiltra en una reunión y logra ofrecer un acuerdo al jefe de la banda para tratar de capturar a Sato o asesinarlo, sin la participación de la policía local por ser él un extranjero, como una venganza personal contra Sato por el asesinato de su compañero Charlie en la estación del metro. El jefe de la banda acepta y lo lleva a las afueras de la ciudad, en una zona de campos, donde se lleva a cabo una reunión secreta entre los líderes mafiosos locales para decidir si aceptan a Sato en su círculo. Este, en realidad, llevó a la reunión a sus propios hombres en secreto, y ataca a los demás jefes. Es en ese momento cuando Nick y Masahiro entran y comienza un tiroteo. Sato intenta huir en motocicleta, pero Nick lo sigue en otra, lo atrapa y está a punto de matarlo, pero recapacita y le pone las esposas. Finalmente, Sato es llevado a la estación de policía para ser juzgado por sus crímenes. Nick y Masahiro, ahora amigos, son condecorados por la policía local y Nick regresa a Nueva York como un héroe.

## Reparto
- Michael Douglas como Nick Conklin.
- Andy García como Charlie Vincent.
- Ken Takakura como Masahiro Matsumoto.
- Kate Capshaw como Joyce.
- Yūsaku Matsuda como Koji Sato.
- Shigeru Kōyama como Ohashi.
- John Spencer como Oliver.
- Guts Ishimatsu como Katayama.
- Yuya Uchida como Nashida.
- Tomisaburo Wakayama como Sugai.
- Miyuki Ono como Miyuki.
- Luis Guzmán como Frankie.
- Stephen Root como Berg.
- Richard Riehle como Crown.

## Producción
Inicialmente, el neerlandés Paul Verhoeven había firmado un contrato para dirigir la película, pero luego fue reemplazado por Ridley Scott. Muchos actores se presentaron para hacer el papel de Conklin, pero al final fue Michael Douglas el que recibió el papel debido a su relación favorable con los productores Sherry Lansing y Stanley R. Jaffe. También hay que añadir, que Jackie Chan rechazó interpretar el papel de Sato en la película, porque sentía que el público no quería verle en el papel de un villano. De esa manera el papel fue a Yūsaku Matsuda.
El rodaje empezó en octubre de 1988 y terminó en marzo de 1989. Cabe también destacar que Yūsaku Matsuda tenía cáncer de vejiga y al iniciarse el rodaje sabía que su estado empeoraría. Sin embargo, decidió trabajar en la película manifestando: "Así, voy a vivir para siempre". El director Ridley Scott no tenía conocimiento de la enfermedad del actor. Este falleció el 9 de noviembre de 1989, a menos de siete semanas del estreno de la película.